# Liriomyza arctii
Liriomyza arctii är en tvåvingeart som beskrevs av Spencer 1969. Liriomyza arctii ingår i släktet Liriomyza och familjen minerarflugor. Inga underarter finns listade i Catalogue of Life.